# Melanotus cinerascens
Melanotus cinerascens là một loài bọ cánh cứng trong họ Elateridae. Loài này được Küster miêu tả khoa học năm 1851.